# Cerro de Navas
Cerro de Navas är en ort i Dominikanska republiken.   Den ligger i provinsen Puerto Plata, i den norra delen av landet, 180 km nordväst om huvudstaden Santo Domingo. Cerro de Navas ligger 35 meter över havet och antalet invånare är 8 487.
Terrängen runt Cerro de Navas är platt västerut, men österut är den kuperad. Runt Cerro de Navas är det ganska tätbefolkat, med 172 invånare per kvadratkilometer. Cerro de Navas är det största samhället i trakten. Omgivningarna runt Cerro de Navas är huvudsakligen savann.